# 織田了

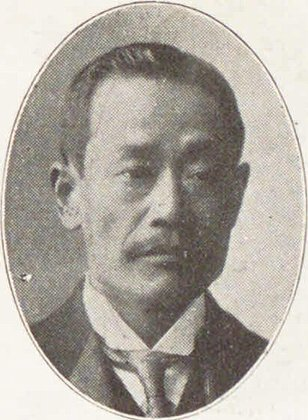
織田了

織田 了（おだ りょう、1861年10月12日（文久元年9月9日） - 1939年（昭和14年）3月24日）は、衆議院議員（立憲同志会→憲政会）、弁護士。

## 経歴
尾張国中島郡大里村（現在の稲沢市）出身。1879年（明治12年）、中島郡役所雇となり、1885年（明治18年）に準判任官に昇進し、1888年（明治21年）には郡書記に任じられた。しかし翌年辞職して、明治法律学校（現在の明治大学）に入学し、卒業後の1893年（明治26年）に判事検事登用試験に合格した。司法官試補、検事、判事を歴任したが、1902年（明治35年）に農商務省に移り、林務官、林務課長、主計課長、特許局審査官、特許局事務官を歴任した。退官後は弁護士・弁理士として活動した。
1915年（大正4年）、第12回衆議院議員総選挙に出馬し、当選した。